# Amélie Trayaud
Amélie Trayaud, née Duteyrat (1883-1963), employée de la société gestionnaire des bus et tramways de la région parisienne, résistante. Elle est brièvement maire de Joinville-le-Pont en 1953.

## Biographie

### Employée des tramways parisiens
Amélie Eugénie Duteyrat est née le 11 mars 1883 à Mansat-la-Courrière (Creuse). Elle y travaille comme couturière et épouse dans sa commune natale le 1er février 1908 Louis Trayaud. Ils s’installent à Joinville-le-Pont, alors dans le département de la Seine, où son mari décède le 31 décembre 1930. 
Amélie Trayaud travaille comme agent à la Société des transports en commun de la région parisienne (STCRP), l’organisme qui exploite les bus et tramways de Paris et de banlieue. La STCRP, fondée en 1921, fusionne en 1948 avec la Compagnie du chemin de fer métropolitain de Paris pour constituer la RATP. En tant que contrôleur, elle commandera le dernier tramway reliant Vincennes à Champigny.
La ligne 108 de la STCRP effectuait le trajet Porte de Vincennes – Bois de Vincennes – Joinville-le-Pont – Champigny-sur-Marne. Elle était la dernière exploitée des quatre lignes héritées de la Compagnie des tramways de l'Est parisien qui desservaient Joinville. Elle portait, à sa création, le nom de ligne TE8. La Compagnie des tramways de l’est-parisien exploitait treize lignes ; elle fusionne au sein de la STCRP en 1921. Le dernier trajet entre la Porte de Vincennes (Paris) et le terminus de Champigny-sur-Marne de la ligne 108 s’est effectué le 20 avril 1936.

### Résistante
Pendant la Seconde Guerre mondiale, Amélie Trayaud est un agent de liaison clandestin de la Résistance selon Robert Deloche, résistant puis maire de Joinville-le-Pont. Elle fait partie des premiers groupes de la Résistance organisés à Joinville-le-Pont.
Après la Libération, elle intègre le Comité local de Libération présidé par le radical Henri Drevet où elle représente le Front national en compagnie de Victor Mathieu. Elle fait également partie du Comité joinvillais de la renaissance française, qui est aussi présidé par Henri Drevet. Amélie Trayaud y figure en tant que présidente de la section locale de l’UFF (Union des femmes françaises) .

### Parmi les premières femmes exerçant une fonction élective
Lors de la constitution de la délégation spéciale[réf. souhaitée], nommée le 13 octobre 1944 et présidée par Robert Deloche, qui fait fonction de maire, Amélie Trayaud est désignée en tant que membre exerçant donc la fonction de conseillère municipale après la suspension des institutions nommées par le régime de Vichy. Elle est la seule femme à figurer dans la liste des 27 membres de la délégation spéciale. Elle sera ainsi la première femme à exercer un mandat électif dans une assemblée démocratique à Joinville-le-Pont.
Cependant, une autre femme avait exercé un mandat en tant que conseillère municipale à Joinville-le-Pont ; Mme Pérignon avait été désignée, par arrêté du préfet de la Seine en date du 20 février 1942, en tant que membre de l’assemblée présidée par Léon Lesestre, le maire élu en 1935 et maintenu dans ses fonctions par un arrêté du secrétaire d’État à l’intérieur daté du 9 mai 1941.
Amélie Trayaud est élue conseillère municipale au premier tour de scrutin le 29 avril 1945. C’est première année où les femmes ont pu voter pour des élections municipales. Trois autres femmes (Mmes Chagnon, Nicolas et Derrien) figurent parmi les 27 conseillers municipaux. Robert Deloche est élu maire.
Amélie Trayaud est réélue conseillère municipale le 19 octobre 1947 sur la liste conduite par Robert Deloche (Pcf). La liste communiste et radicale de Robert Deloche avait obtenu treize sièges, à égalité avec la liste gaulliste du RPF tandis que la liste socialiste SFIO de Léon Berthet emportait un siège. Le scrutin se faisait à la proportionnelle. Robert Deloche a été élu maire grâce aux voix du conseiller municipal socialiste. Le 26 octobre, Amélie Trayaud devient adjointe au maire.
En 1947, il y avait 3,1 % de femmes au sein des conseils municipaux. En 1953, il n’y en avait plus que 2,9 % et 2,4 % en 1959. 
Maurice Thorez et Jeannette Vermeersch ont reçu en cadeau un insigne rangé dans un petit écrin rouge représentant Maurice Thorez et Marcel Cachin, datant de 1938. Il est indiqué comme ayant été « offert par les camarades Legay-Trayaud de la cellule Noger de Joinville-le-Pont du Parti communiste français ». La cellule porte le nom de militants communistes de Noisy-le-Grand, dont l’un fut fusillé au Mont-Valérien. Legay était membre de la délégation spéciale mise en place en 1944 faisant fonction de conseil municipal ; il s’agit sans doute de Marcel Legay, qui fut membre du comité de rédaction de L'Aube sociale, hebdomadaire communiste en banlieue sud et ouest de Paris (1925-1932), fondé par Paul Vaillant-Couturier.

### Maire de Joinville-le-Pont
Robert Deloche, conseiller général de la Seine avait démissionné du conseil général pour « raisons de santé » en novembre 1951. En décembre 1952, il est exclu du PCF. Début 1953, il démissionne du poste de maire de Joinville-le-Pont.
Amélie Trayaud est élue maire en mars 1953 ; c’est une des premières femmes à diriger un conseil municipal du département de la Seine. C’est son statut de doyenne du conseil municipal (elle est alors âgée de 70 ans) qui lui vaut d’assurer cette fonction.
Le 26 avril 1953, la liste du RGR (Rassemblement des gauches républicaines, droite modérée), qui comporte des personnes de droite et d’anciens socialistes, remporte les élections municipales. Elle est conduite par Georges Defert, qui devient maire. Amélie Trayaud est réélue conseillère municipale sur la liste conduite par Henri Bideaux (PCF); elle siège dans l’opposition jusqu’en 1959.
Amélie Trayaud meurt le 13 septembre 1963 à Joinville-le-Pont. 

## Hommage
Une stèle en hommage à Amélie Trayaud a été installée à Mansat-la-Courrière en juin 2024.
Le conseil municipal de Joinville-le-Pont a décidé, en mars 2025, de donner le nom d’Amélie Trayaud à une allée de la commune.

## Sources
- Maires GenWeb, base de données des maires de France
- Robert Deloche : Les années 1935 – 1953, in Ville de Joinville-le-Pont : Joinville-le-Pont a 150 ans, 1981.
- Dictionnaire biographique du mouvement ouvrier français, dirigé par Jean Maitron, éditions de l’Atelier, 5e période (1945-1968) [lire en ligne]